# Медаль «За вклад в развитие культуры и искусства» (Италия)
Медаль «За заслуги в культуре и искусстве» — государственная награда Итальянской Республики.

## История
Медаль учреждена законом от 16 ноября 1950 года № В 1093.

## Правила награждения
Медаль предназначена для награждения тех, кто проявил особые заслуги перед нацией в области культуры и искусства.
Медалью награждаются представители министерств, ректоры, руководители высших художественных учебных заведений, директора публичных библиотек, сотрудники университетов и институтов высшего художественного образования, руководители и учителя начальных и средних учебных заведений, сотрудники провинциальных отделений образования и инспекций, музыканты, писатели, актёры и художники.
Предложения о награждении выносит комиссия, назначаемая под председательством министра культуры и искусств.
Награждение производится декретами Президента Республики по предложению министра культуры и искусств.

## Степени
Медаль имеет 3 степени:
1. Золотая медаль
2. Серебряная мадаль
3. Бронзовая медаль